# 约科·塞特隆德
约科·塞特隆德（瑞典語：Yoko Zetterlund，1969年3月24日—），日语名堀江陽子，美国排球运动员。她曾代表美国参加1992年和1996年夏季奥林匹克运动会排球比赛，其中1992年奥运会收获一枚铜牌。